# Jonas Bjurström
Per Jonas Gustaf Bjurström, född 24 mars 1979 i Magra församling, Alingsås, är en svensk fotbollsspelare som spelar för BK Skottfint.
Bjurström lämnade BK Häcken efter säsongen 2013 då de valde att inte förlänga hans kontrakt. Efter det gick han till FC Trollhättan inför säsongen 2014. 